# Elecciones estatales de San Luis Potosí de 1991
Las elecciones estatales de San Luis Potosí de 1991 se llevaron a cabo en dos jornadas diferentes, la primera el domingo 18 de agosto de 1991, simultáneamente con las principales elecciones federales y en ellas se renovaron los siguientes cargos de elección popular en el estado mexicano de San Luis Potosí:
- Gobernador de San Luis Potosí. Titular del Poder Ejecutivo del estado, electo para un periodo de seis años no reelegibles en ningún caso. El candidato electo oficialmente fue Fausto Zapata Loredo, aunque su triunfo fue impugnado.
- Diputados al Congreso del Estado. Electos por mayoría relativa en cada uno de los Distrito Electorales.

Y la segunda el domingo 1 de diciembre de 1991 en que se eligió:
- 56 Ayuntamientos. Compuestos por un Presidente Municipal y regidores, electos para un periodo de tres años no reelegibles para el periodo inmediato.

## Resultados electorales

### Gobernador
|  | 61.11 % |

|  | 32.67 % |

|  | 1.68 % |

|  | 1.46 % |

|  | 0.48 % |

|  | 0.48 % |

|  | 3.57 % |

|  | 100.00 % |

### Municipios

#### Municipio de San Luis Potosí
- Mario Leal Campos  Hecho

#### Municipio de Soledad de Graciano Sánchez
- Roberto Galarza Jasso  Hecho

#### Municipio de Mexquitic de Carmona
- Porfirio Hernández Vázquez  Hecho

#### Municipio de Cerro de San Pedro
- Santos Nava Ojeda  Hecho

#### Municipio de Axtla de Terrazas
- Martina Meléndez Barragán  Hecho

#### Municipio de Ciudad Valles
- Eligio Quintanilla González  Hecho

#### Municipio de Matehuala
- Paulino Martínez Carmona  Hecho

#### Municipio de Charcas
- Blanca Rosa Navarro  Hecho

#### Municipio de Río Verde
- Pedro Luis Naif Chessani  Hecho

#### Municipio de Real de Catorce
- Raúl Coronado Rodríguez  Hecho

#### Municipio de Cedral
- Javier Martínez Duarte  Hecho

#### Municipio de Ciudad del Maíz
- Rosendo Mireles Collazo  Hecho

#### Municipio de Tamasopo
- Daniel Ortega Alba  Hecho

#### Municipio de Tamazunchale
- Justino Hernández Hilaria  Hecho

#### Municipio de Santa María del Río
- Reynel Montero Huerta  Hecho

#### Municipio de San Vicente Tancuayalab
- J. Merced Tapia H.  Hecho